# Blaesoxipha calliste
Blaesoxipha calliste är en tvåvingeart som beskrevs av Thomas Pape 1994. Blaesoxipha calliste ingår i släktet Blaesoxipha och familjen köttflugor.
Artens utbredningsområde är Turkiet. Inga underarter finns listade i Catalogue of Life.